# Muralles de Corçà
Les Muralles de Corçà és una obra de Corçà (Baix Empordà) inclosa a l'Inventari del Patrimoni Arquitectònic de Catalunya.

## Descripció
Elements d'edificació militar. Les diferents restes de les muralles de Corçà, encara que força esparses, senyalen vagament la planta del recinte fortificat medieval, sobretot en els sectors de llevant i de migdia, que corresponen als carrers de Sant Sebastià i Major, respectivament.
L'església parroquial de Sant Julià, amb elements de fortificació, devia formar part de la muralla en el seu tram de ponent. Al N. de la façana hi incideix perpendicularment un mur amb un dels portals, d'arc rebaixat.
Al carrer de Sant Sebastià s'hi veuen les restes del basament d'una torre de planta circular, feta amb creuada, que devia estar situada a l'angle NE del recinte. A l'extrem S. Del mateix carrer hi ha estructures d'una altra torre angular.del Se-, de planta quadrada o rectangular, de la qual es conserven murs espitllerats formant part d'una casa.
El llenç meridional seguia pel carrer Major, les cases del qual presenten algun vestigi de fortificació. A la meitat del seu traçant hi queda un portal d'arc de mig punt, adovellat, que dona accés a un passadís que porta l'espai urbà d'intramurs on hi restes del castell.

## Història
L'any 1294 el bisbe Bernat de Vilamarí comprà la plena jurisdicció de Corçà, lloc sobre el qual la mitra gironina ja tenia drets almenys des del 922: confirmació del rei Carles el Simple. L'any 1475 els habitants de la població lliuraren la plaça a les tropes remences les quals resistiren els atacs de les forces del bisbe Joan Margarit. La vila fortificada no pogué ésser presa fins que arribaren 2000 homes del rei i l'assetjaren.